# Gustave Coste (général)
Pour les articles homonymes, voir Coste.
Édouard Ferdinand Gustave Philippe Coste, né le 12 octobre 1830 à Nîmes et mort le 31 décembre 1918 à Paris, est un général français.

## Biographie
Petit-fils de Jacques Delon et gendre d'Édouard de Billy, fils de l'avocat et haut fonctionnaire Casimir Coste, il est le père d'Émile Coste. Élève de l'École polytechnique en 1848, puis de l'École d'application de Metz en 1850, il est sous-lieutenant en 1850, puis lieutenant en 1852.
Il prend part à la Campagne en Orient de 1854 à 1859, est blessé d'une balle au siège de Sébastopol et est promu capitaine en 1855.
Durant la campagne d'Italie, il sert comme aide de camp du général Frossard à partir de 1859.
Chef de bataillon en 1867, il assiste à la campagne en Algérie en 1870. est promu lieutenant-colonel la même année, et prend part à la Guerre franco-allemande de 1870, à l'Armée de la Loire.
Il est nommé directeur au ministère de la Guerre en 1874, puis chef du bureau du personnel du Génie et colonel en 1875.
Commandant le 25e régiment en 1880, il passe général de brigade et directeur supérieur du Génie des 15e et 16e corps d'armée en 1881, puis commandant de la 9e brigade d'infanterie et subdivisions de région de Rouen (Nord) et de Rouen (Sud) l'année suivante.
De 1883 à 1884, il est Commandant de l'École polytechnique et membre du Comité consultatif d'état-major, avant de passer commandant de l'École d'application de l'Artillerie et du Génie à Fontainebleau en 1884 et membre du Comité technique du Génie en 1887.
Promu général de division en 1889, il est nommé commandant supérieur de la défense du camp retranché de Paris, commandant de la place de Paris et commandant supérieur des départements de la Seine et de Seine-et-Oise en 1895. Il devient membre des Comités techniques de l'Artillerie et du Génie la même année.
Il est président du Conseil central des Églises réformées de 1904 à 1905, durant la loi de séparation des Églises et de l'État.

## Décorations
- Grand officier de la Légion d'honneur.
- Grand officier de l'ordre de la Couronne de Roumanie
- Ordre du Médjidié
- Valeur du mérite de Sardaigne
- Médailles commémoratives des campagnes de Crimée et d'Italie
- Officier de l'Instruction publique.